# Ciclismo ai Giochi della XI Olimpiade - Inseguimento a squadre
La competizione del inseguimento a squadre di ciclismo dei Giochi della XI Olimpiade si è svolta i giorni 6 e 8 agosto 1936 al Velodromo olimpico di Berlino, in Germania.

## Risultati

### 1 turno
Si è disputato il 6 agosto. 7 serie i migliori otto tempi ai quarti di finale.
| Pos. | Nazione | Atleti                                                      | Tempo  |
| ---- | ------- | ----------------------------------------------------------- | ------ |
| 1    | Italia  | Bianco Bianchi Mario Gentili Armando Latini Severino Rigoni | 4'49"6 |
| 2    | Canada  | Lionel Coleman George Crompton Robert McLeod George Turner  | 4'58"4 |

| Pos. | Nazione  | Atleti                                                            | Tempo  |
| ---- | -------- | ----------------------------------------------------------------- | ------ |
| 1    | Belgio   | Jean Alexandre Franciscus Cools Auguste Garrebeek Armand Putzeyse | 4'54"0 |
| 2    | Ungheria | István Liszkay Miklós Németh László Orczán Ferenc Pelvássy        | 4'57"8 |

| Pos. | Nazione   | Atleti                                                          | Tempo  |
| ---- | --------- | --------------------------------------------------------------- | ------ |
| 1    | Danimarca | Karl Magnussen Erik Friis Helge Jacobsen Hans Christian Nielsen | 4'49"4 |
| 2    | Svizzera  | Walter Richli Ernst Fuhrimann Albert Kägi Werner Wägelin        | 4'56"4 |

| Pos. | Nazione  | Atleti                                                   | Tempo  |
| ---- | -------- | -------------------------------------------------------- | ------ |
| 1    | Bulgaria | Marin Nikolov Bogdan Yanchev Georgi Velinov Sava Gerchev | 5'10"4 |

| Pos. | Nazione     | Atleti                                                             | Tempo     |
| ---- | ----------- | ------------------------------------------------------------------ | --------- |
| 1    | Stati Uniti | Albert Byrd William Logan Charles Morton John Sinibaldi            | 5'07"4    |
| 2    | Paesi Bassi | Chris Kropman Adrie Zwartepoorte Ben van der Voort Gerrit van Wees | Raggiunti |

| Pos. | Nazione  | Atleti                                                     | Tempo  |
| ---- | -------- | ---------------------------------------------------------- | ------ |
| 1    | Germania | Erich Arndt Heinz Hasselberg Heiner Hoffmann Karl Klöckner | 4'48"6 |
| 2    | Austria  | Josef Genschieder Josef Moser Karl Schmaderer Karl Wölfl   | 5'02"2 |

| Pos. | Nazione       | Atleti                                                      | Tempo  |
| ---- | ------------- | ----------------------------------------------------------- | ------ |
| 1    | Francia       | Robert Charpentier Jean Goujon Guy Lapébie Roger Le Nizerhy | 4'41"8 |
| 2    | Gran Bretagna | Harold Hill Ernest Johnson Charles King Ernie Mills         | 4'50"0 |

### Quarti di finale
Si sono disputati l'8 agosto. 4 serie i migliori quattro tempi alle semifinali.
| Pos. | Nazione  | Atleti                                                      | Tempo  |
| ---- | -------- | ----------------------------------------------------------- | ------ |
| 1    | Francia  | Robert Charpentier Jean Goujon Guy Lapébie Roger Le Nizerhy | 4'47"0 |
| 2    | Ungheria | István Liszkay Miklós Németh László Orczán Ferenc Pelvássy  | 5'03"4 |

| Pos. | Nazione  | Atleti                                                     | Tempo  |
| ---- | -------- | ---------------------------------------------------------- | ------ |
| 1    | Germania | Erich Arndt Heinz Hasselberg Heiner Hoffmann Karl Klöckner | 4'56"0 |
| 2    | Svizzera | Walter Richli Ernst Fuhrimann Albert Kägi Werner Wägelin   | 4'58"0 |

| Pos. | Nazione   | Atleti                                                            | Tempo  |
| ---- | --------- | ----------------------------------------------------------------- | ------ |
| 1    | Belgio    | Jean Alexandre Franciscus Cools Auguste Garrebeek Armand Putzeyse | 4'58"2 |
| 2    | Danimarca | Erik Friis Helge Jacobsen Hans Christian Nielsen Arne Pedersen    | DNF    |

| Pos. | Nazione       | Atleti                                                      | Tempo  |
| ---- | ------------- | ----------------------------------------------------------- | ------ |
| 1    | Italia        | Bianco Bianchi Mario Gentili Armando Latini Severino Rigoni | 4'47"4 |
| 2    | Gran Bretagna | Harold Hill Ernest Johnson Charles King Ernie Mills         | 4'51"0 |

### Semifinali
Si sono disputate l'8 agosto. I vincitori di ciascuna serie in finale.
| Pos. | Nazione  | Atleti                                                      | Tempo  |
| ---- | -------- | ----------------------------------------------------------- | ------ |
| 1    | Francia  | Robert Charpentier Jean Goujon Guy Lapébie Roger Le Nizerhy | 4'42"4 |
| 2    | Germania | Erich Arndt Heinz Hasselberg Heiner Hoffmann Karl Klöckner  | 4'54"6 |

| Pos. | Nazione       | Atleti                                                      | Tempo  |
| ---- | ------------- | ----------------------------------------------------------- | ------ |
| 1    | Italia        | Bianco Bianchi Mario Gentili Armando Latini Severino Rigoni | 4'49"2 |
| 2    | Gran Bretagna | Harold Hill Ernest Johnson Charles King Ernie Mills         | 4'50"0 |

### Finale 3 e 4 posto
| Pos.   | Nazione       | Atleti                                                     | Tempo  |
| ------ | ------------- | ---------------------------------------------------------- | ------ |
| Bronzo | Gran Bretagna | Harold Hill Ernest Johnson Charles King Ernie Mills        | 4'53"6 |
| 2      | Germania      | Erich Arndt Heinz Hasselberg Heiner Hoffmann Karl Klöckner | 4'55"0 |

### Finale
| Pos.    | Nazione | Atleti                                                      | Tempo  |
| ------- | ------- | ----------------------------------------------------------- | ------ |
| Oro     | Francia | Robert Charpentier Jean Goujon Guy Lapébie Roger Le Nizerhy | 4'45"0 |
| Argento | Italia  | Bianco Bianchi Mario Gentili Armando Latini Severino Rigoni | 4'51"0 |